# Повишаващ преобразувател
Повишаващ преобразувател е преобразувател за постоянно напрежение, който използва трансформатор за увеличаване или намаляване на изходното напрежение (в зависимост от съотношението на трансформатора) и осигурява галванично разделяне на товара.
{\displaystyle V_{\mathrm {out} }=D\cdot {\frac {N_{\mathrm {S} }}{N_{\mathrm {P} }}}\cdot V_{\mathrm {supply} }}
Изчисляване на изходното напрежение.